# 국립 타이베이 대학
국립타이베이대학(國立臺北大學, 국립대북대학)은 타이완에 있는 중화민국의 국립 종합 대학이다. 전신은 1949년에 타이베이시에서 설립된 타이완 성립 행정 전과 학교와 1961년에 설립된 중흥 대학 법상 학원이다. 2000년 대학으로 승격되면서 지금의 이름으로 바꾸었다. 인문, 예술, 사회, 과학에 중점을 둔 고등 교육을 실시하고 있다.

## 역사
- 1949년 8월 대만 성립 행정 전과 학교 개교.
- 1993년 대학 설치 인가가 내려짐.
- 2000년 2월 국립타이베이대학으로 개편.